# Represje ZSRR wobec Polaków i obywateli polskich 1939–1946
Po zbrojnej agresji ZSRR na Polskę 17 września 1939 roku, okupacji wojskowej wschodnich terenów II Rzeczypospolitej przez Armię Czerwoną i ustaleniu w dniu 28 września 1939 r. przez III Rzeszę i ZSRR w zawartym w Moskwie pakcie o granicach i przyjaźni niemiecko-sowieckiej linii granicznej na okupowanych wojskowo przez Wehrmacht i Armię Czerwoną terenach Polski mieszkańcy obu okupowanych części państwa polskiego poddani zostali represjom przez okupantów.
Na terenach okupowanych i anektowanych przez ZSRR obywatele Rzeczypospolitej, zarówno Polacy, jak i obywatele polscy innych narodowości poddani zostali przez stalinowski aparat przemocy ZSRR brutalnym represjom, obliczonym na załamanie społecznego morale i zniszczenie w zarodku rodzącej się konspiracji. Długofalowym celem polityki ZSRR była depolonizacja Kresów Wschodnich oraz sowietyzacja ludności przyłączonych do ZSRR terenów Rzeczypospolitej.
Terytorium Rzeczypospolitej Polskiej na wschód od linii granicznej ustalonej na terytorium Polski w układzie pomiędzy III Rzeszą a ZSRR zostało w październiku 1939 anektowane przez ZSRR. Formalną podstawą były pseudoplebiscyty, a następnie aneksja w trybie uchwały Rady Najwyższej ZSRR.
Były to akty prawne równoległe do dwóch dekretów Adolfa Hitlera – z 8 i 12 października 1939 r., którymi jednostronnie wcielił zachodnie terytoria Polski do III Rzeszy, tworząc jednocześnie z centralnych ziem II Rzeczypospolitej Generalne Gubernatorstwo.
Wszystkie powyższe akty prawne, rozporządzające jednostronnie suwerennym terytorium II Rzeczypospolitej, były sprzeczne z ratyfikowaną przez Niemcy i Rosję Konwencją haską IV (1907). Były one w konsekwencji nieważne w świetle prawa międzynarodowego i nie były uznawane zarówno przez Rząd RP na uchodźstwie, jak i państwa sojusznicze wobec Polski, a także państwa trzecie (neutralne) przez cały czas trwania II wojny światowej. Wywodziły się z przyjętej traktatem o granicach i przyjaźni z 28.09.1939 r. wyłącznie przez III Rzeszę i ZSRR doktryny zaprzestania istnienia państwa polskiego z dniem 28 września 1939 r., po kapitulacji Warszawy jako stolicy Polski.
Wszystkie układy ZSRR z III Rzeszą dotyczące państwa polskiego po agresji III Rzeszy na ZSRR zostały uznane w dniu 30 lipca 1941 przez ZSRR za nieważne w układzie zawartym pomiędzy II Rzecząpospolitą a ZSRR, przywracającym jednocześnie stosunki dyplomatyczne między obu państwami.

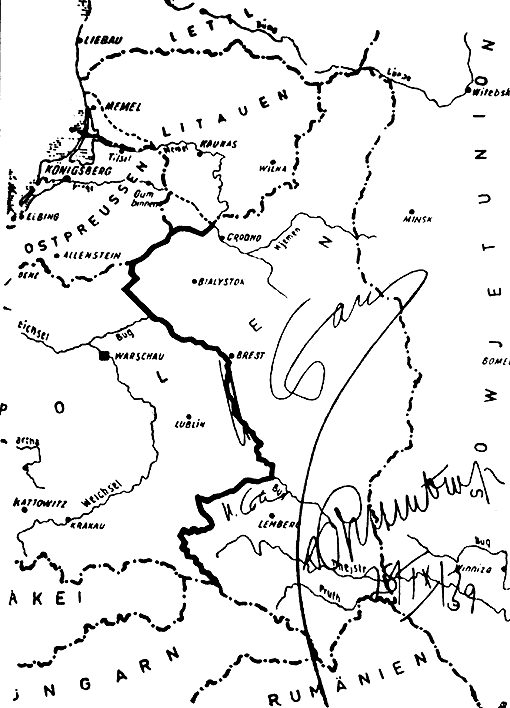
Mapa ostatecznego podziału Polski pomiędzy III Rzeszę a ZSRR – załącznik paktu o granicach i przyjaźni 28 września 1939 r. z wytyczoną granicą. Podpisy: Stalin, Ribbentrop, data.

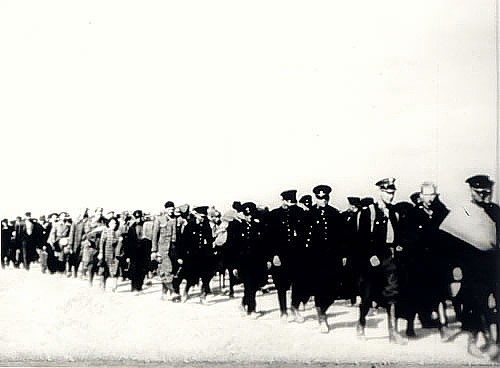
Policjanci i cywilni „wrogowie ludu” aresztowani we wrześniu 1939 r. i konwojowani przez oddziały konwojowe NKWD do punktów załadunkowych za granicą polsko-sowiecką

## Deportacje w latach 1939–1941
Zajęcie blisko połowy terytorium II RP przez współpracujący z III Rzeszą ZSRR spowodowało zastosowanie wobec wszystkich zamieszkujących te obszary narodów zasady zbiorowej odpowiedzialności. Pierwszych obywateli polskich, blisko 55 000 uchodźców z centralnej i zachodniej Polski, wysiedlono już w październiku 1939 r. Przesiedlono ich do wschodnich obwodów Białoruskiej i Ukraińskiej SRR, w ramach tzw. rozładowywania miast kresowych. Przesunięcia „bieżeńców”, gdyż tak w terminologii NKWD określano polską ludność uchodźczą, głównie Żydów, która znalazła się w sowieckiej strefie okupacyjnej, odbyły się zanim oficjalnie podjęto uchwałę o przyłączeniu ziem tzw. Zachodniej Białorusi i Zachodniej Ukrainy do ZSRR. W grudniu 1939 władze radzieckie podjęły ostateczną decyzję o przystąpieniu do usuwania niepewnego politycznie elementu z zajętych obszarów. 5 grudnia 1939 RKL ZSRR podjęła uchwałę nr 1001-558 ss o wysiedleniu osadników i służby leśnej z zach. obw. Białoruskiej i Ukraińskiej SRR. Kilka dni później dyrektywy Ł. Berii nałożyły na przyszłych szefów operacji Ł. Canawę (Lud. Kom. Spraw Wewn. BSRR) i I. Sierowa (Lud. Kom. Spraw Wewn. USRR) obowiązek przeprowadzenia specjalnych spisów rodzin podlegających deportacji. 29 grudnia 1939 RKL ZSRR zatwierdziła Instrukcję LKSW ZSRR o porządku przesiedlania polskich osadników z zachodnich obwodów USRR i BSRR, oraz Regulamin osad specjalnych i zasady zatrudniania osadników wysiedlanych z zachodnich obwodów USRR i BSRR.

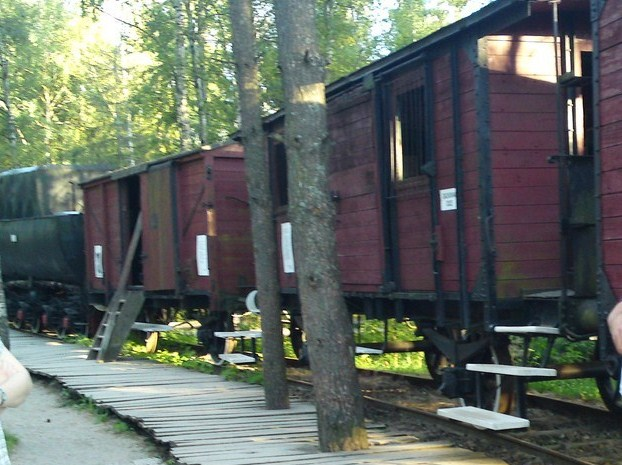
Rampa załadowcza z oryginalnym parowozem i typowymi wagonami składu zsyłkowego na Syberię – ekspozycja w CEiPR w Szymbarku

Pierwsza deportacja miała miejsce 10 lutego, kolejne 13–14 kwietnia oraz w okresie maj-lipiec 1940 roku. Ostatnia odbyła się w maju i czerwcu 1941, tuż przed atakiem Niemiec na ZSRR. Pierwsze trzy dzielił przedział dwóch miesięcy niezbędny na dojazd przygotowanych wcześniej składów z zesłańcami do miejsc przymusowego ich osiedlenia i powrót po nową grupę. W tym czasie przygotowywano wszystkie niezbędne rozkazy i plany odnośnie do przebiegu akcji i miejsc rozlokowania kolejnych kontyngentów. Przeciętny skład składać się miał z 55 wagonów towarowych do przewozu ludności, 1 osobowego dla konwoju, 4 towarowych do przewozu cięższego bagażu oraz 1 sanitarnego. W jednym wagonie (dwuosiowym) teoretycznie powinno jechać nie więcej niż 25-30 osób. Tak więc typowy transport obejmować winien ok. 1200–1500 osób. Z każdym transportem powinni też jechać poza konwojem felczer i dwie pielęgniarki, zaś podczas drogi codziennie konwój powinien wydać deportowanym jeden gorący posiłek i 800 g chleba na osobę. Jednak wszystkie te zarządzenia pozostały jedynie na papierze, a warunki jazdy zależały wyłącznie od dobrej woli wojsk konwojujących.

### Pierwsza deportacja
Wywózka 10 lutego 1940 objęła głównie ludność miejscową. Polacy stanowili w tym kontyngencie 70% wszystkich wywożonych, pozostałe 30% ludność białoruska i ukraińska. Wywożono przede wszystkim osadników wojskowych, średnich i niższych urzędników państwowych, służbę leśną oraz pracowników PKP. Zabierano całe rodziny bez wyjątku. Zgodnie ze ściśle tajnymi materiałami sowieckimi deportowano ok. 140 tys. osób. Zesłańców rozlokowano w Komijskiej ASRR, w północnych obwodach RFSRR: archangielskim, czelabińskim, czkałowskimm, gorkowskim, irkuckim, iwanowskim, jarosławskim, kirowskim, mołotowskim, nowosybirskim, omskim, swierdłowskim i wołogodzkim, w Jakuckiej i Baszkirskiej ASRR oraz krajach Krasnojarskim i Ałtajskim. Wysiedlony kontyngent określono mianem „spiecpieriesieliency-osadniki”. Bardzo złe warunki atmosferyczne, praca ponad siły przy wyrębie lasów oraz osady o charakterze prawie że łagrowym i takiej dyscyplinie pracy, do których trafiła deportowana ludność, sprawiły, że śmiertelność tego kontyngentu była najwyższa, i wyniosła w już pierwszych miesiącach zesłania około 3–4%.

### Druga deportacja
W czasie drugiej deportacji (13–14 kwietnia 1940) wysiedleniu podlegały rodziny wrogów ustroju: urzędników państwowych, wojskowych, policjantów, służby więziennej, nauczycieli, działaczy społecznych, kupców, przemysłowców i bankierów, oraz rodziny osób aresztowanych dotychczas przez NKWD i zatrzymanych przy nielegalnej próbie przekroczenia granicy niemiecko-radzieckiej. Jednak akcja ta była dużo łagodniejsza od pierwszej. Złożyły się na to zarówno warunki termiczne (wiosna), jak i stopień winy wywożonych. O ile bowiem pierwsza wywózka klasyfikowała się wyłącznie do osad specjalnych, o tyle nowi zesłańcy, określani przez NKWD jako „administratiwno-wysłannyje” podlegali jedynie przymusowemu przesiedleniu na nowe, wyznaczone miejsca stałego pobytu. W ramach tej akcji zesłano ok. 61 tys. osób. Wyjątkowo duży był w tym przypadku odsetek kobiet i dzieci, wynosił bowiem do 80% całości transportów. Ludność tę osadzono w północnym Kazachstanie, w obwodach: aktiubińskim, akmolińskim, kustanajskim, pietropawłowskim, karagandyjskim, semipałatyńskim, pawłodarskim i północnokazachstańskim, kilka tysięcy skierowano też do obwodu czelabińskiego. W maju 1940, w ramach uzupełniania kontyngentów lutowego i kwietniowego, wywieziono niewielkie grupy Polaków, Żydów i Białorusinów z powiatów białostockiego, lidzkiego i grodzieńskiego.

### Trzecia deportacja
Trzecia deportacja (maj-lipiec 1940) objęła głównie uchodźców z centralnej i zachodniej Polski przybyłych w czasie działań wojennych na tereny, które znalazły się potem pod okupacją radziecką. Większość deportowanych stanowili Żydzi (do 80% całości kontyngentu), Białorusini i Ukraińcy. Liczba zesłańców, których w dokumentach sowieckich określa się mianem „spiecpieriesielency-bieżency”, wyniosła ponad 80 tys. osób. Zostali oni przesiedleni do autonomicznych republik radzieckich: Jakuckiej, Komijskiej i Maryjskiej, krajów Ałtajskiego i Krasnojarskiego, oraz do następujących obwodów RFSRR: archangielskiego, czelabińskiego, gorkowskiego, irkuckiego, mołotowskiego, nowosybirskiego, omskiego, swierdłowskiego i wołogodzkiego. Wiele rodzin z racji tzw. jakości kontyngentu umieszczono, podobnie jak zesłańców z lutego 1940, w specjalnych osadach pod całkowitą kontrolą NKWD.

### Czwarta deportacja
W czasie czwartej wywózki (maj-czerwiec 1941) na wschód pojechała głównie ludność ze środowisk inteligenckich, pozostali jeszcze uchodźcy, rodziny kolejarzy, rodziny osób aresztowanych przez NKWD w czasie drugiego roku okupacji, wykwalifikowanych robotników oraz rzemieślników. Dotknęła ona szczególnie mocno Białostocczyznę, Grodzieńszczyznę i Wileńszczyznę. Cała akcja odbyła się niejako w dwóch oddzielnych cyklach. W maju rozpoczęto wysiedlenie ludności z Zachodniej Ukrainy, w czerwcu z Zachodniej Białorusi i anektowanych republik nadbałtyckich – Litwy, Łotwy i Estonii. W sumie deportowano ponad 85 tys. osób. Nie są to jednak liczby do końca potwierdzone, bowiem wybuch wojny zaskoczył niektóre transporty jeszcze na ziemiach białoruskich, co spowodowało utknięcie pociągów i dość duże straty w ludziach – sięgające nawet kilkunastu procent całości transportu. Deportowanych tych przypisano do kategorii „ssylno-posielency”. Określono też czas trwania zsyłki na 20 lat. Rozmieszczeni oni zostali w krajach Ałtajskim i Krasnojarskim, Kazachskiej SRR, obwodzie nowosybirskim oraz dorzeczu Katuni i Biji. Zdaniem Wiktora Suworowa, wysiedlenia dokonywane w dniach 13–20 czerwca 1941 w pasie 100 km od granicy miały na celu oczyszczenie granicy na wypadek wojny z Niemcami.

### Zagadnienie rozbieżności w liczbie deportowanych i zmarłych na zesłaniu
W historiografii polskiej przyjmowano poprzednio następujące szacunkowe liczby deportowanych:
- luty 1940 roku: 200–250 tysięcy
- kwiecień 1940 roku: 240–320 tysięcy
- czerwiec 1940 roku: 220–400 tysięcy
- czerwiec 1941 roku: 200–300 tysięcy

Jednak polscy historycy pracujący w IPN twierdzą, że całkowita liczba deportowanych nie przekroczyła 800 tysięcy. Krytyka poprzednich wyliczeń była tak duża, że nawet prezes IPN, dr hab. Janusz Kurtyka przyznał, że dotychczasowe szacunki są krytykowane przez część historyków, którzy oceniają liczbę deportowanych na od 700 tysięcy do 1 miliona.
Otwarcie archiwów sowieckich wywołało niemały wstrząs, gdyż wynika z nich, że wszystkie cztery deportacje objęły 320 tysięcy osób. Pewna grupa badaczy kwestionuje wiarygodność danych NKWD. Inni przyjmują, że liczba 320 tysięcy jest ustalona jedynie na podstawie dotąd znanych archiwów, natomiast pełna dokumentacja jest wciąż przed historykami ukryta i czeka na zbadanie. Niewątpliwie wraz z postępem badań liczba deportowanych ustalonych w dokumentach wzrośnie. Istnieje jeszcze inne wytłumaczenie. Otóż sowiecki aparat represji ewidencjonował jedynie osoby przesiedlane w transportach kolejowych. Często do osób deportowanych w ten sposób w okresie późniejszym dołączano na miejsce ich osiedlenia brakujących członków rodziny, którzy uniknęli z jakichś powodów samej deportacji. W ten sposób liczba deportowanych de facto może łatwo wzrosnąć dwu-, trzy-, a nawet czterokrotnie.
Brytyjski historyk Roger Moorhouse, w konsultacji z Normanem Daviesem, zakwestionował materiały archiwalne NKWD, uznając, że można podejrzewać, że nie ukazują one pełnej prawdy i nie uwzględniają skazanych w trybie doraźnym i niezarejestrowanych. Na każdego „oficjalnie” deportowanego, prawdopodobnie przypada 3-4 wywiezionych bez odnotowania tego w dokumentach. Sam ocenił liczbę deportowanych na 1,5 miliona.
Podobny problem występuje z liczbą ofiar w miejscach osiedlenia. Według sowieckich danych śmiertelność w transportach wynosiła nie 10%, jak przyjmowała strona polska, a jedynie 0,7%. Dane te odnoszą się jednakże do zaledwie czterech transportów deportacyjnych. Nie są publicznie dostępne dane sowieckie odnośnie do śmiertelności w innych transportach. Jest to kwestia bardzo ważna, ponieważ sami zesłańcy określali wagony pociągów deportacyjnych jako „białe krematoria”, ponieważ w przeciwieństwie do krematoriów klasycznych, zamarzano w nich żywcem.
Z kolei Roger Moorhouse stwierdził, że na zesłaniu w Syberii i Kazachstanie, gdzie panowała sowiecka zasada „Kto nie pracuje ten nie je”, rocznie umierało 30% zesłańców. Nie ocenił śmiertelności w transportach, ale warunki w nich panujących jako „straszne”, tylko nieliczne posiadały przenośne piecyki, czy prycze, a jedynym „udogodnieniem” były zakratowane okienka i dziury w podłodze wagonu. Zesłańcy z trudem byli w stanie znaleźć miejsca siedzące, dostawy jedzenia i wody były sporadyczne i niewystarczające, a wagony otwierano tylko w niektóre dni. Choroby zbierały ogromne żniwo, a główne zadanie podczas postojów polegało na wynoszeniu zwłok. W lecie sami wywożeni starali się wyrzucać ciała przez okno, aby uniknąć epidemii.
Według cząstkowych danych NKWD, do połowy 1941 roku zmarło 15 tysięcy zesłańców spośród deportowanych w lutym i czerwcu 1940 roku. O śmiertelności innych grup ludności polskiej brak danych.

## Losy jeńców wojennych

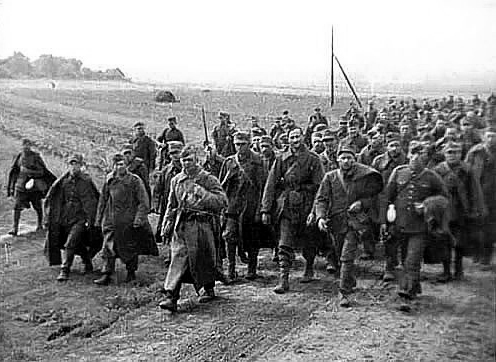
Polscy jeńcy konwojowani przez Armię Czerwoną po agresji na Polskę 1939

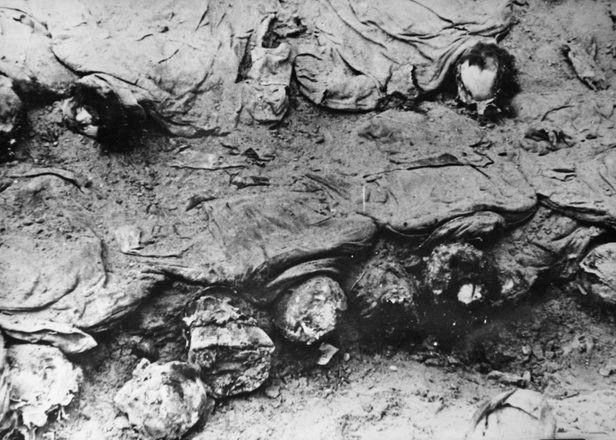
Oficerowie polscy zamordowani przez NKWD w Katyniu (1940), ekshumacja 1943

W rękach Armii Czerwonej znalazło się w roku 1939 ok. 240 tysięcy polskich jeńców wojennych. Z tej liczby 125 tysięcy przekazano NKWD do obozów pracy i koncentracyjnych, część zaś (pomijając przypadki ich rozstrzeliwania lub uśmiercania) zwolniono – podaje się liczbę 42 tysięcy zwolnionych, przy czym część z nich ponownie wkrótce aresztowano. Nie jest natomiast znana liczba straconych bezpośrednio po wzięciu do niewoli sowieckiej żołnierzy i oficerów polskich. Wiadomo np. że żołnierzy polskich wziętych do niewoli w 1939 roku pod Grodnem i Wilnem sowieckie dowództwo poleciło uśmiercać poprzez miażdżenie ich pod gąsienicami czołgów. Wielu jeńców polskich rozstrzelano wkrótce po ich poddaniu się w doraźnych egzekucjach. Ocenia się, że sowieckie organa władz wojskowych i NKWD doprowadziły do uśmiercenia około 2500 jeńców oraz kilkuset cywilów. Zarząd NKWD część jeńców (ok. 40 tys.) pochodzących z terenów pod kontrolą III Rzeszy przekazał Niemcom. W listopadzie 1939 roku w sowieckich obozach znajdowało się ok. 170 tysięcy polskich jeńców w 139 obozach, z czego 90 było na okupowanym obszarze RP. Część polskich jeńców znajdującą się w obozach starobielskim, ostaszkowskim oraz kozielskim wymordowano wiosną 1940 roku. Było to dokładnie 14 587 osób. Inne grupy jeńców skierowano do budowy magistrali komunikacyjnej Równe – Lwów, do pracy w kopalniach wapienia i żelaza Zjednoczenia „Nikopol-Marganiec”, do systemu łagrów tzw. Północnego Obozu Kolejowego „Siewżełdorłag” w dorzeczu Peczory. Straszne warunki pracy powodowały wielką śmiertelność wywołaną wyczerpaniem i epidemiami, jednak łączne straty wśród jeńców nie są możliwe do oszacowania. Wiadomo jedynie, że musiały to być straty dotkliwe. Podaje się, że po ewakuacji ludności z Armią Andersa w ZSRR zostało ok. 100 tysięcy polskich jeńców, a los większości z nich nie został wyjaśniony.

## Aresztowania w latach 1939–1941
Podstawowym instrumentem radzieckiej polityki wobec narodów ujarzmionych były masowe aresztowania grup ludności dokonywane w imię przekonania o odpowiedzialności zbiorowej określonego społeczeństwa. W latach 1939–1941 aresztowano na wschodnich obszarach II RP 110 tysięcy osób. Los aresztowanych był różny. Około 40 tysięcy osób trafiło do obozów pracy na Workucie. Grupę aresztowanych znajdujących się w więzieniach na Białorusi oraz Ukrainie wymordowano wiosną 1940 roku w Bykowni pod Kijowem oraz Kuropatach pod Mińskiem (łącznie 7305 osób). Około 10 tysięcy więźniów wymordowano podczas ewakuacji więzień przed nadchodzącą armią niemiecką latem 1941 roku. Los wielu więźniów pozostaje nieznany.

## Prześladowania Kościoła
Komuniści radzieccy widzieli w Kościele katolickim ostoję polskiej tożsamości, co łącznie z wynikającymi z ideologii komunistycznej planami wprowadzenia ateizmu państwowego spowodowało, że prześladowań nie uniknął Kościół. Sowiecka strefa okupacyjna objęła tereny 6 polskich diecezji rzymskokatolickich: wileńskiej, przemyskiej, pińskiej, lwowskiej, łomżyńskiej, łuckiej. 11 października 1939 r. NKWD wydało wytyczne dla swoich funkcjonariuszy, dotyczące walki z Kościołem. Zgodnie z nimi inwigilacji poddano księży diecezjalnych, założono im teczki personalne, stworzono m.in. z kościelnych, organistów, ludzi aktywnych w parafiach sieć donosicieli na księży. Wykorzystywano też donosicielstwo ze strony biedoty żydowskiej, wrogo nastawionej do Kościoła katolickiego.
Niemal natychmiastowo zamknięto i obrabowano instytucje kościelne: szkoły katolickie, seminaria, zakłady opiekuńcze, instytucje charytatywne, stowarzyszenia, wydawnictwa itp., a zagrabione mienie rozdano osobom zakwalifikowanym przez władze do biedoty. Parafie obłożono powinnościami finansowymi niemożliwymi do spełnienia, a ich niespełnienie skutkowało kolejnymi rabunkami. Zabroniono jakiejkolwiek aktywności religijnej poza świątyniami, złamanie tego zakazu było kwalifikowane jako działalność kontrrewolucyjna i antypaństwowa. Kościoły pozostały otwarte, lecz wroga polityka państwa sowieckiego spychała Kościół do katakumb. Zakazano nauczania religii do 18. roku życia, katecheza młodzieży według prawa sowieckiego była antypaństwową działalnością przestępczą.
Po agresji ZSRR na Polskę z rąk sowieckich grup dywersyjnych śmierć poniosło 9 księży i kilku kleryków, natomiast podczas okupacji sowieckiej według szacunków śmierć poniosło od 120 do 240 księży, zaś około 100 księży wysłano do łagrów. Wprawdzie liczba duchownych zamordowanych na terenach Polski okupowanych przez Niemcy była znacznie wyższa niż na terenach pod okupacją radziecką, to jednak prześladowania Kościoła po stronie radzieckiej były bardziej dotkliwe i wyniszczające, co wynikało z wykształconej już skuteczności w walce z religią radzieckiego aparatu terroru państwowego. Co więcej Związek Radziecki przygotowywał masowe aresztowania i egzekucje polskiego duchowieństwa, jednak te plany zostały pokrzyżowane przez atak Niemiec na ZSRR, w trakcie którego Sowieci podczas masakr więźniów przez NKWD zdążyli zamordować 42 księży.

## Inne formy represji
Reżim radziecki stosował również inne formy represji, aby zniszczyć polskie oblicze Kresów Wschodnich. Do Armii Czerwonej wcielono ok. 150 tysięcy Polaków. Polacy wcieleni do wojska ZSRR ginęli w 1940 roku w Finlandii oraz w początkowych miesiącach wojny radziecko-niemieckiej. Około 100 tysięcy osób wcielono do specjalnych batalionów budowlanych zwanych strojbatami.

## Podsumowanie
W sumie, w ciągu 15 miesięcy radzieckiej okupacji, według wyliczeń, na wschód trafiło od 330 tys. przez 1 mln 80 tys. do 1,5 mln. Do tych pierwszych wyliczeń należy dodać osadzonych w więzieniach, skazanych i zesłanych do obozów pracy przymusowej, jeńców wojennych, młodzież wcieloną do Armii Czerwonej i „strojbatalionów” (grup budowlanych) oraz wszystkich wywiezionych mniej lub bardziej przymusowo do pracy w radzieckich fabrykach i kopalniach. W sumie orientacyjna liczba to ok. 475 000 obywateli II RP, którzy w okresie wrzesień 1939 – czerwiec 1941 dostali się w tryby radzieckiego systemu terroru. Do chwili podpisania umowy Sikorski-Majski i wydania przez władze radzieckie w sierpniu 1941 aktu amnestii wobec zesłanych obywateli polskich ponad 58 tys. spośród osadzonych w obozach, specposiołkach, kopalniach i na wolnym zesłaniu zmarło z głodu, zimna, chorób i wyczerpania spowodowanego ponadludzką pracą fizyczną i zepchnięciem na margines sowieckiego społeczeństwa.

## Częściowa zmiana kursu polityki Stalina wobec Polaków w latach 1940–1941
U schyłku 1940 roku stosunki niemiecko-radzieckie weszły w stadium ochłodzenia, co było spowodowane planami ekspansji III Rzeszy na wschód. Równolegle do przygotowań niemieckich w ramach planu „Barbarossa” Stalin przygotowywał plan uderzenia wyprzedzającego na Niemcy, które miało uniemożliwić armii niemieckiej przejęcie inicjatywy strategicznej. Ponieważ sowiecka ofensywa miała być realizowana na ziemiach polskich, Stalin podjął próbę nawiązania współpracy z niektórymi politykami polskimi za pośrednictwem Kazimierza Bartla. Równolegle zgodnie z dyrektywą Stalina z 2 listopada 1940 roku Ławrientij Beria rozpoczął organizowanie dywizji polskiej u boku Armii Czerwonej. Odmowa Kazimierza Bartla oraz większości polskich oficerów uniemożliwiła jednak szerszą współpracę na płaszczyźnie politycznej oraz stworzenie dywizji polskiej w ZSRR.
Dyrektywą z 4 czerwca 1941 roku władze sowieckie raz jeszcze podjęły próbę sformowania dywizji polskiej w ZSRR. Dywizję miano sformować z Polaków wcielonych uprzednio do strojbatalionów, czyli batalionów pracy.
Zamierzenia te przekreśliło uderzenie niemieckie na wschód w dniu 22 czerwca 1941 roku. We wspomnianym okresie nastąpiło częściowe i przejściowe złagodzenie polityki sowieckiej wobec ludności polskiej i polskich jeńców wojennych.

## Masakry więzienne NKWD w 1941 r.
Po agresji III Rzeszy na ZSRR 22 czerwca 1941 zostały dokonane przez funkcjonariuszy NKWD masowe zbrodnie na więźniach politycznych w więzieniach na okupowanych przez ZSRR terenach Polski, Litwy, Łotwy i Estonii, a także na terenach ZSRR przed 1939 (Mińsk, Orzeł, Winnica) i na szlakach ewakuacji więzień.
W dniu 22 czerwca 1941 r. Biuro Polityczne Komunistycznej Partii (bolszewików) Białorusi podjęło uchwałę, zobowiązującą NKWD BSRR do wykonania wyroków śmierci wydanych na więźniów przebywających w więzieniach zachodnich obwodów Białorusi.
Dwa dni później szef NKWD, Ławrientij Beria, polecił rozstrzelać wszystkich więźniów znajdujących się w śledztwie oraz skazanych za „działalność kontrrewolucyjną”, „sabotaż gospodarczy”, „dywersję” i „działalność antysowiecką”. Uruchomiło to lawinę zbrodni na więźniach. Według danych sowieckich z 10 czerwca 1941 r., a więc niemal z przedednia agresji niemieckiej, w kresowych więzieniach przebywało ok. 40 tys. więźniów, w tym:
- w więzieniach tzw. Zachodniej Ukrainy ok. 21 tys. więźniów,
- w więzieniach tzw. Zachodniej Białorusi ok. 16,5 tys.,
- pozostałe ok. 2,5 tys. więźniów znajdowało się w więzieniach na Wileńszczyźnie.

Łącznie zamordowano ok. 35 tys. uwięzionych. Największe masakry miały miejsce we Lwowie, gdzie zamordowano od 3,5 do 7 tys. więźniów. W Łucku ofiarą masakry padło około 2 tys. więźniów, w Wilnie około 2 tys., w Złoczowie około 700, Dubnie około 1000, Prawieniszkach 500 więźniów, oprócz tego mordowano także w Drohobyczu, Borysławiu, Czortkowie, Berezweczu, Samborze, Oleszycach, Nadwórnej, Brzeżanach.
W ciągu tygodnia, w czerwcu 1941 roku NKWD wymordowało w więzieniach co najmniej 14700 więźniów, na szlakach ewakuacyjnych zostało zamordowanych przeszło 20 tysięcy.

## Represje w latach 1944–1946

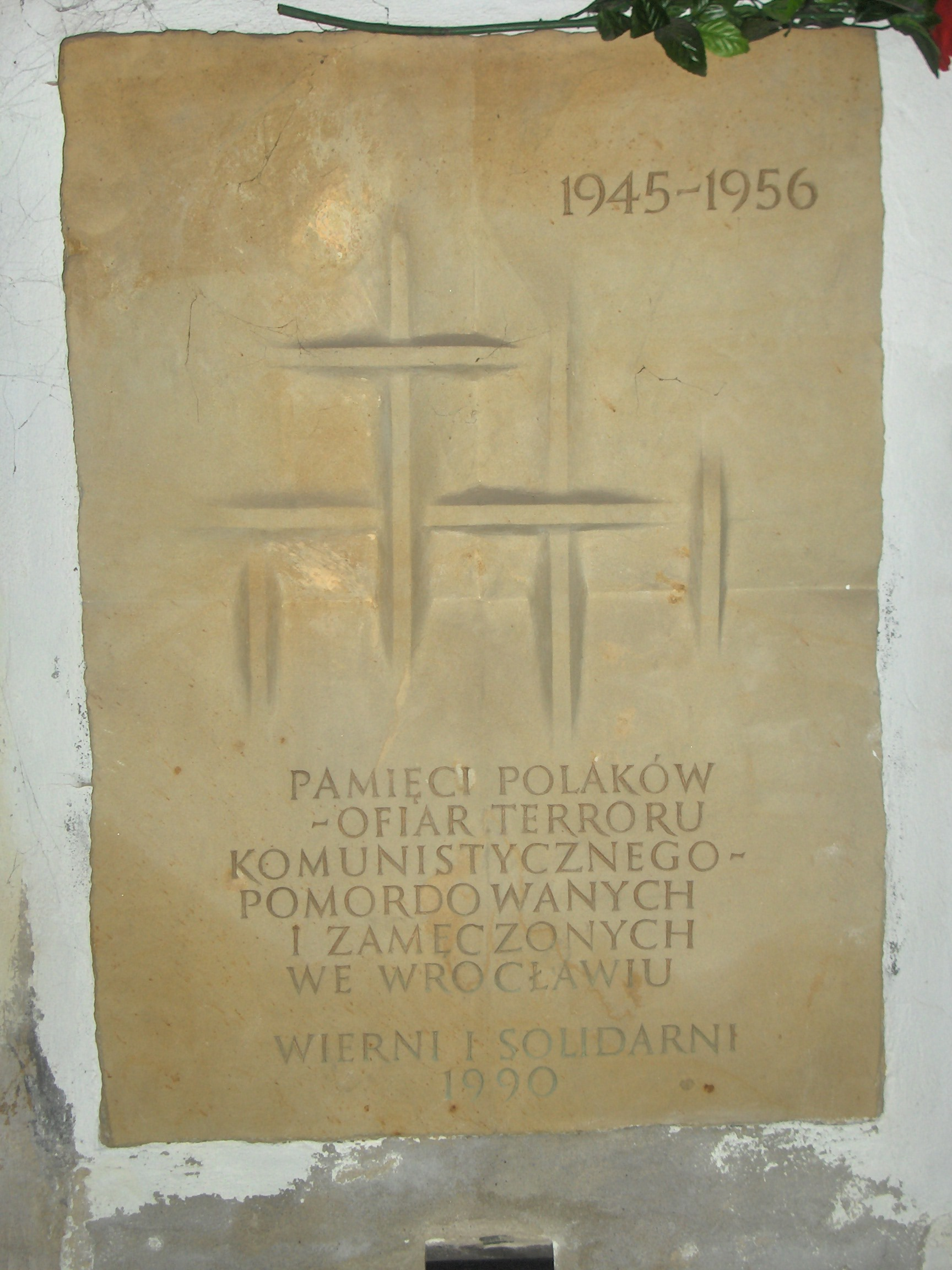
Tablica pamiątkowa ku czci ofiar terroru komunistycznego 1945–1956 (bazylika św. Elżbiety we Wrocławiu)

W latach 1944–1946, a więc po opanowaniu ziem polskich przez wojska radzieckie, zorganizowany na nich aparat represji kontynuował politykę z lat 1939–1941. Dokonywano aresztowań, internowań oraz deportacji ludności polskiej w ramach toczącej się faktycznie wojny domowej pomiędzy polskim podziemiem niepodległościowym a siłami politycznymi ustanowionymi przez Stalina w Polsce pojałtańskiej. W tym samym okresie władze radzieckie dokonywały ostatecznej depolonizacji Kresów Wschodnich, którą rozpoczęto już po opanowaniu Wilna i Lwowa przez wojska radzieckie w lipcu 1944 roku.
Sumarycznie ocenia się, że na ziemiach wschodnich II RP wcielonych do ZSRR aresztowano, internowano i deportowano od 40 do 50 tysięcy osób. Polskie podziemie niepodległościowe na ziemi grodzieńskiej utrzymywało się do 1948 roku, a sporadycznie do początku lat 50. Walka z nim powodowała zaostrzanie się spirali stalinowskich represji na dawnych polskich ziemiach wschodnich. Z ziem Polski pojałtańskiej wywieziono w ramach „utrwalania władzy ludowej” do ZSRR ok. 40 tysięcy osób, a ogólna liczba tam represjonowanych wynosi ok. 45 tysięcy osób. Liczbę żołnierzy podziemia wywiezionych do centralnych obszarów ZSRR z obszaru Polski pojałtańskiej można oszacować na ok. 17 tysięcy osób. Dane te wymagają jednak dalszych badań i weryfikacji i niewykluczone, że po korektach liczby te wzrosną. Największą operacją represyjną tego okresu była tzw. obława augustowska z 1945 roku, która objęła 2000 osób, z czego 600 zaginęło bez śladu.
W obozach podległych Północnemu Zarządowi Budowy Kolei było więzionych 5690 Polaków i obywateli polskich. W obozie kontrolno-filtracyjnym nr 283 i obozie jenieckim nr 388 NKWD-MWD ZSRR w Stalinogorsku przebywało 6326 osób.
W Ostaszkowie i Riazaniu internowano 4307 osób. W Donbasie i pod Saratowem przebywały 4782 osoby z Wilna. 5795 osób więziono w Borowiczach. Na Uralu internowano 3940 osób.

## Liczba ocalonych
Niezmiernie trudno jest oszacować straty polskiej ludności wynikające ze stalinowskiej polityki eksterminacyjnej. Nieco łatwiejsze jest oszacowanie liczby ocalonych. Około 115 tysięcy zesłańców i ich dzieci zostało uratowanych w ramach armii Andersa. Następne 30 tysięcy uratowanych z łagrów to żołnierze armii Berlinga. Dodatkowo w latach 1945–1947 z głębi ZSRR przesiedlono do Polski 266 tysięcy osób. Byli to zesłańcy z lat 1939–1941 oraz ich dzieci. W czasie przymusowego wysiedlenia dokonanego w latach 1955–1959 ponownie przesiedlono z centralnych obszarów ZSRR ok. 20 tysięcy osób, jednak nie wiadomo, ilu z nich było zesłańcami z lat 1939–1941, ilu z lat 1944–1946, a ilu ich potomstwem.
Łączną liczbę ocalonych można oszacować na 431 tysięcy osób. Zawiera ona w sobie zarówno deportowanych z lat 1939–1941 i 1944–1946, jak i ich dzieci. Ponieważ na podstawie źródeł nie można ustalić liczby represjonowanych od liczby ich potomstwa urodzonego po wywózkach, nie można też wyznaczyć strat, jakie poniosła ludność polska w wyniku stalinowskich represji. Następną trudność stanowi fakt, że jest dostępna dokumentacja odnośnie do losu dziesiątków tysięcy aresztowanych, wcielonych do Armii Czerwonej oraz batalionów pracy. Nie ma też ewidencji liczby zgonów w obozach pracy oraz miejscach zesłań. Kwestionowana jest również wiarygodność sowieckich źródeł dotyczących liczby deportowanych i aresztowanych. Jeśli chodzi o ewidencje strat w obozach, dostępne są jedynie dane cząstkowe. Wiadomo np. że spośród 10 tysięcy Polaków zesłanych na Kołymę i Czukotkę przeżyło tylko 171 osób. Na Czukotce spośród 3 tysięcy Polaków nie przeżył nikt. Tymczasem łagrów, gdzie byli przetrzymywani Polacy, było ok. 130.
Ustalenie faktycznej liczby ofiar wymaga dalszych badań.

## Próby ustalenia liczby ofiar metodą pośrednią
Liczbę polskich ofiar próbuje się oszacować nie w oparciu o źródła NKWD i innych organów sowieckich, a drogą porównania liczby mieszkańców polskich we wschodnich województwach II RP w 1939 roku z liczbą przesiedlonych w latach 1944–1946 oraz liczbą pozostającej na tych terenach po wcieleniu do ZSRR polskiej ludności. Według spisu powszechnego z 1931 roku na terenie ośmiu kresowych województw zamieszkiwało 13 021 300 osób, w tym 5 597 600 posługujących się językiem polskim. W 1943 roku szacowano liczbę ludności zamieszkującej na terenach uprzednio zagarniętych przez ZSRR na 11 976 000 osób, w tym około 6 milionów Polaków. Po uwzględnieniu przyrostu naturalnego, wysiedleń oraz ewakuacji ludności z Armią Andersa brakuje w bilansie ludności od 500 tysięcy do 1,5 mln Polaków. Jakaś ich część została zapewne zaliczona do innych nacji przez sowieckie organa państwowe.
Instytut Pamięci Narodowej oszacował w 2009 roku liczbę osób, które były represjonowane przez reżim stalinowski, na 1,8 mln. Z tego 150 tys. osób miało stracić życie. Większość tych ofiar była osobami represjonowanymi w latach 1939–1941, wtedy to represje miały objąć ok. 1,6 mln osób. Pozostałe 200 tys. to osoby represjonowane od 1944 do 1952.

## Operacje agenturalne i mordy na tle politycznym
Brak jest dowodów na udział sowieckich służb tajnych w katastrofie gibraltarskiej, w której zginął Władysław Sikorski, a także w aresztowaniu przez Niemców Stefana Grota-Roweckiego i dowódcy NSZ Ignacego Oziewicza, chociaż wszystkie te trzy wydarzenia zbiegły się w czasie (9 czerwca 1943 – aresztowanie Oziewicza, 30 czerwca 1943 aresztowanie Grota-Roweckiego, 4 lipca 1943 – śmierć Sikorskiego). Wszystkie te trzy wydarzenia zbiegły się z ostatnią podróżą wizytacyjną Sikorskiego na Bliski Wschód (25 maja – 3 lipca 1943 roku).
Znamiona operacji agenturalnej nosiły okoliczności powstania PPR w styczniu 1942 roku. Ugrupowanie to zorganizowała tzw. „grupa inicjatywna” przerzucona drogą lotniczą z ZSRR i uprzednio tam przeszkolona. Podobnie niejasno prezentuje się sprawa sowieckiej inspiracji odnośnie do walk i mordów politycznych wewnątrz PPR, jakie toczyły się tam w latach 1942–1943. Operacją agenturalną było porwanie szesnastu przywódców polskiego państwa podziemnego 28 marca 1945 roku.
Specyficznymi operacjami sowieckich służb specjalnych były: sfałszowanie referendum z 30 czerwca 1946 roku oraz częściowo sfałszowanie wyborów do Sejmu Ustawodawczego w dniu 19 stycznia 1947 roku. Operacje te zabezpieczała i nadzorowała 64 Dywizja Wojsk Wewnętrznych NKWD. Innym tego rodzaju przedsięwzięciem było zmuszenie do ucieczki z Polski Stanisława Mikołajczyka w październiku 1947 roku.